# Hoggestabben
Der Hoggestabben (norwegisch für Hackklotz) ist ein 2410 m hoher und markanter Zeugenberg im ostantarktischen Königin-Maud-Land. Im Mühlig-Hofmann-Gebirge ragt er 5 km nördlich des Hochlinfjellet als höchste Erhebung dessen nördlichen Ausläufers auf.
Norwegische Kartographen, die ihn auch deskriptiv benannten, kartierten ihn anhand von Vermessungen und Luftaufnahmen der Dritten Norwegischen Antarktisexpedition (1956–1960).